# Torpedobootjager

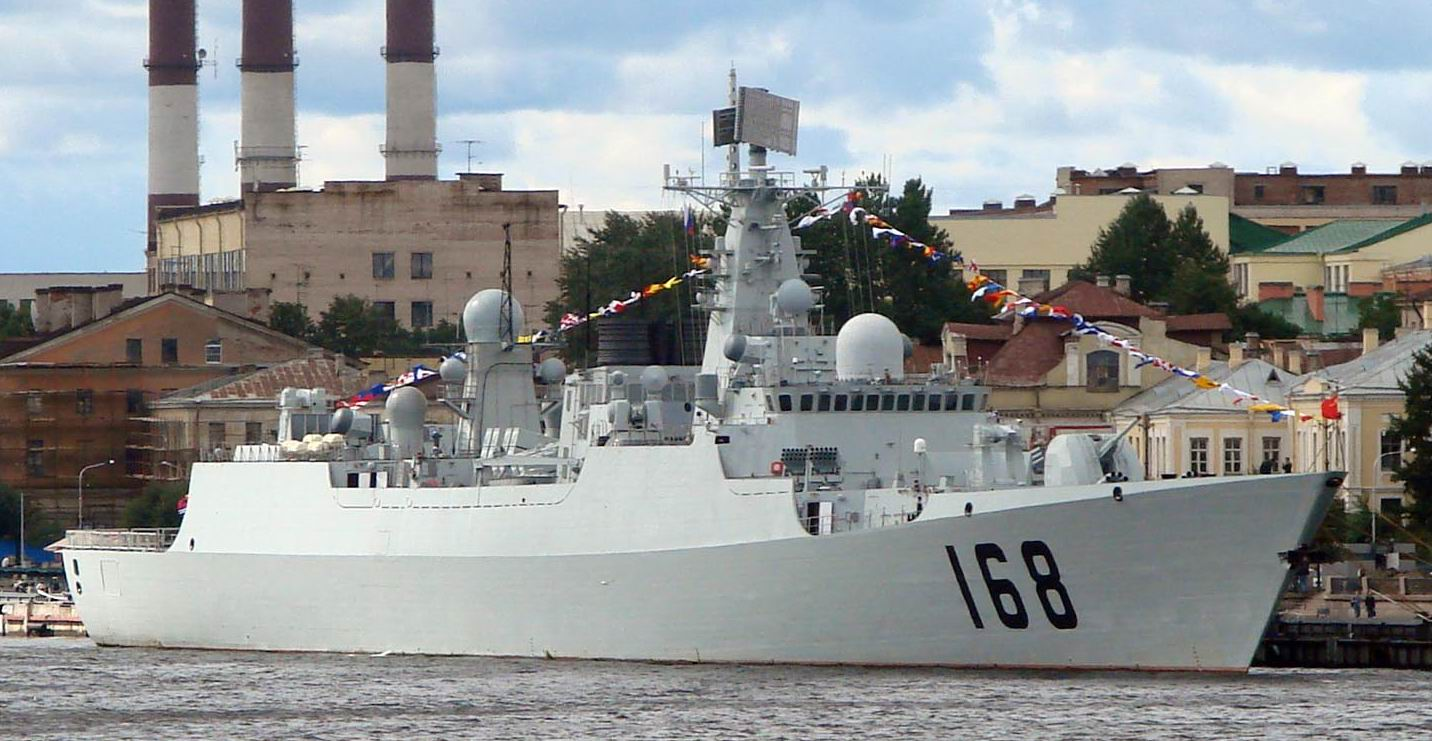
Torpedobootjager GuangZhou-klasse (bron: Marine van het Volksbevrijdingsleger)

Een jager (Engels: destroyer) of torpedobootjager is een oorlogsschip dat in de 19e eeuw bij de zeemogendheden verscheen. 
Het is een snel en wendbaar oorlogsschip, dat bedoeld is voor het escorteren van grotere schepen in een vloot of gevechtseenheid en daarbij met korte-afstandsgeschut weerstand moet leveren tegen kleinere, maar krachtige aanvallers (oorspronkelijk torpedoboten, maar later ook onderzeeboten en vliegtuigen).
Tot de Tweede Wereldoorlog waren torpedobootjagers lichte schepen, die niet geschikt waren om hun werk alleen uit te voeren op de grote zeeën. Meestal opereerden ze in groepen (flottieljes) en ging een dienstschip mee voor het onderhoud aan de schepen. Tijdens en na de oorlog werden grotere torpedobootjagers gebouwd, die onafhankelijk konden opereren en de plek innamen van de kruisers, die steeds meer uit dienst werden genomen in de jaren '50 en '60.
Bij de meeste moderne marines zijn torpedobootjagers de zwaarste oppervlakteschepen. Alleen de Verenigde Staten en Rusland hebben tegenwoordig nog kruisers. Slagschepen zijn niet meer in dienst. Moderne torpedobootjagers zijn gelijkwaardig in tonnage aan de kruisers ten tijde van de Tweede Wereldoorlog, maar hun vuurkracht is veel groter en bovendien hebben moderne jagers de beschikking over geleide wapens, eventueel met kernkoppen.

## Historisch
Kleine vaartuigen, aangedreven door stoomturbines, voor kustverdediging waren halverwege de 19e eeuw bij diverse marines in gebruik. Gewapend met lichte artillerie of een explosieve lading aan een boegspriet of spar waren deze geen echte bedreiging. Dat veranderde aan het eind van de 19e eeuw door de komst van de zelf voortbewegende visch torpedo.

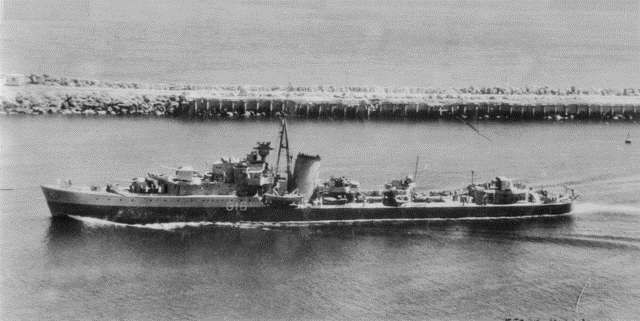
Torpedobootjager Hr.Ms. Tjerk Hiddes tijdens de tweede wereldoorlog in de haven van Fremantle, West-Australië (1942)

Op een serie nieuwe boten met dit wapen, gebouwd in Frankrijk, werd door de Royal Navy gereageerd met twee grotere vaartuigen van gelijke snelheid, maar bewapend met artillerie voor de bestrijding daarvan. 
Na verloop van tijd werden de nieuwe jagers ook uitgerust met torpedo's en omdat ze verder van de kusten konden opereren namen ze taken van de torpedoboten over. Omstreeks de Eerste Wereldoorlog waren torpedoboten dan ook goeddeels verdwenen uit de marines. 
Omdat de jagers zelf echter steeds groter werden ontstond er opnieuw behoefte aan kleine, snelle, vaartuigen die bij uitstek geschikt waren om in kustgebieden te opereren. Tijdens de Tweede Wereldoorlog werd er door alle partijen dan ook weer opnieuw gebruikgemaakt van torpedomotorboten (TM) (Engels: Motor Torpedo Boats MTB) en varianten als motorkanonneerboten (Motor Gun Boats).

## Bouw

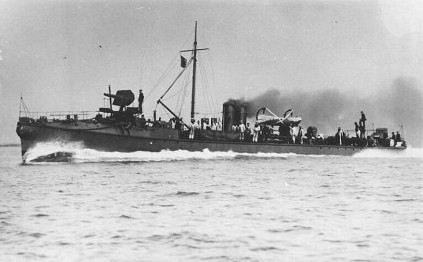
Een van de eerste moderne torpedobootjagers, de HMS Havock

Torpedobootjagers, hoewel groter dan de torpedoboten die ze geacht werden te bestrijden, waren aanvankelijk kleine schepen. De eerste torpedobootjagers kregen een lichte constructie, ze moesten vooral snel en wendbaar zijn. Om gewicht te sparen was de bepantsering ook licht. Een van de eerste moderne torpedobootjagers was HMS Havock (1893). Dit schip leek veel op een torpedoboot maar was groter met een waterverplaatsing van zo'n 240 ton. Het was hierdoor zeewaardiger en bereikte een snelheid van 26 knopen. Het was bewapend met kanonnen van een zwaar kaliber waarmee het torpedoboten kon jagen en vernietigen. Later kreeg het ook torpedobuizen en was tegelijk een torpedoboot.
De schepen werden wel groter, tot ongeveer 800 ton in de Eerste Wereldoorlog en tot 1850 ton grootte in de Tweede Wereldoorlog. Tegen het eind van die laatste oorlog waren er al jagers groter dan 2500 ton. Ook kregen ze steeds meer taken uit te voeren: aanvallen op kruisers en slagschepen, konvooibegeleiding en onderzeebootbestrijding. Omdat ze, vooral tijdens de laatste wereldoorlog, steeds groter en duurder werden ontstond er overigens voortdurend behoefte aan kleinere en goedkopere schepen, die gebruikt konden worden voor de konvooivaart. Dit leidde in de Verenigde Staten tot de bouw van destroyer-escorts en in Groot-Brittannië tot korvetten en fregatten.

## Definitie
Bij het Verdrag van Londen (1930), de opvolger van het Vlootverdrag van Washington (1922), werden afspraken gemaakt over torpedobootjagers tussen de mogendheden. Een torpedobootjager was een schip, kleiner dan 1850 ton en met kanonnen met een maximaal kaliber van 130 mm. Tevens werd een limiet gesteld aan het totale tonnage dat de verdragspartners in bezit mochten hebben. Voor de Verenigde Staten, het Verenigd Koninkrijk en Japan bedroeg dat 150.000, 150.000 en 105.450 ton.

## Na de Tweede Wereldoorlog
Tot 1960 waren torpedobootjagers niet veel groter dan de exemplaren die in de laatste oorlogsjaren gebouwd werden, zo tussen 2000 en 3000 ton. Na 1960 bouwde de Royal Navy acht schepen van de County-klasse van 5200 ton en de US Navy 32 schepen van de Charles F. Adams-klasse van 3400 ton. Fors groter was de Amerikaanse Spruance-klasse van 7800 ton, waarvan ruim 30 exemplaren gebouwd werden vanaf het midden van de jaren '70. Ook de marine van de Sovjet-Unie ging vanaf die periode grotere jagers bouwen, zoals de Oedaloj en Sovremenny-klassen. 
De reden voor deze vergroting ligt niet zozeer in de toegenomen bewapening als wel in het inzicht dat de bouwkosten van een schip niet meer bepaald werden door de grootte van het scheepsplatform, maar door de meegenomen bewapening en elektronische apparatuur. Door een schip vanaf de bouw ruim op te zetten ontstaat bij voorbaat ruimte voor toekomstige moderniseringen. In het geval van de Spruance klasse blijkt dat bijvoorbeeld uit de latere plaatsing van Tomahawk kruisraketten.

## Modern

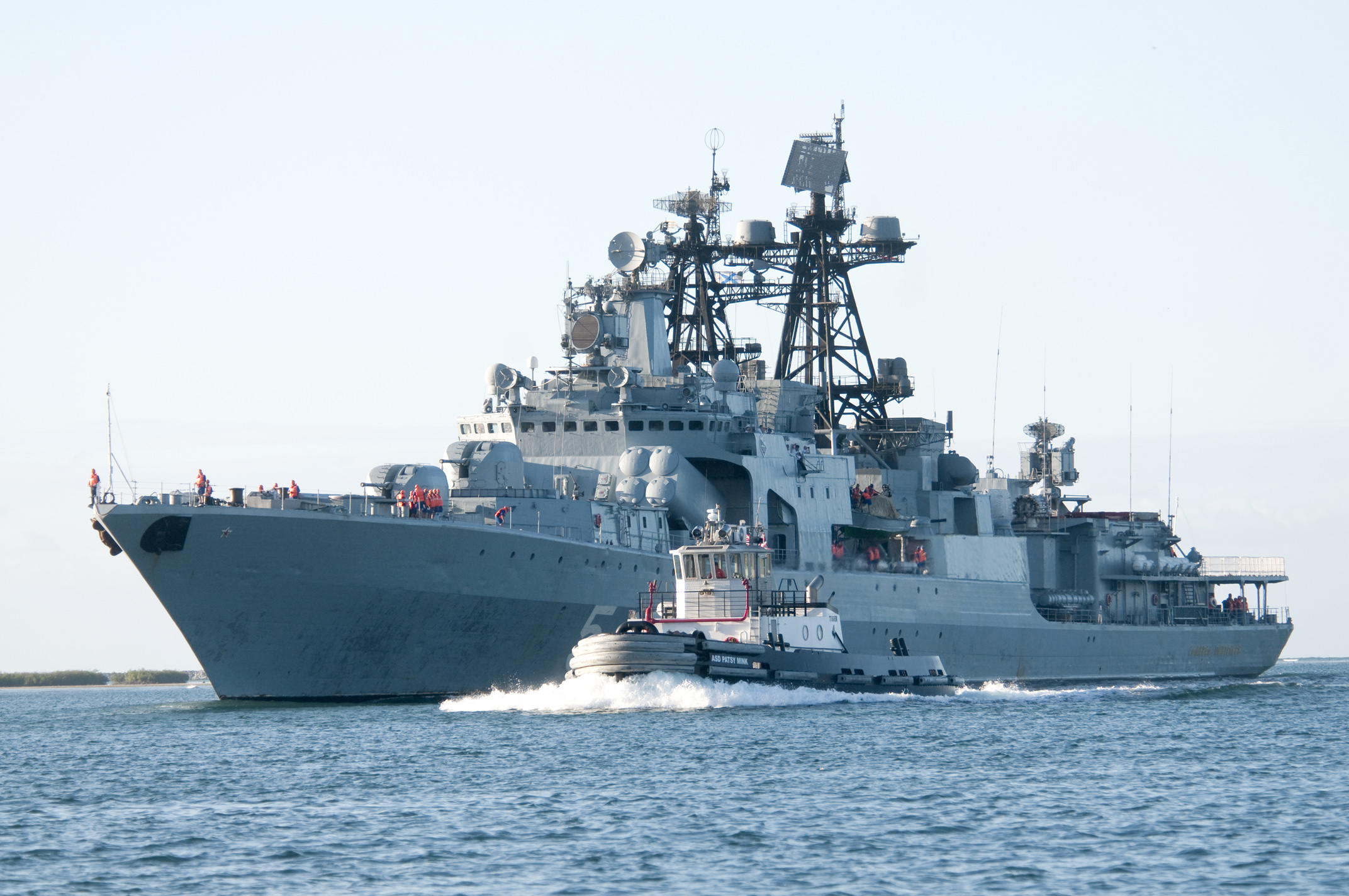
Oedaloj-klasse

De moderne jager is niet meer het eenvoudige escortevaartuig om kruisers en slagschepen te begeleiden. Het is inmiddels zelf een kapitaal oorlogsschip geworden. Jagers zijn schepen van 3000 tot 9000 ton, 130 tot 180 meter lang en overtreffen in grootte menig kruiser uit de Tweede Wereldoorlog. Ze voeren artillerie, anti-onderzeeboottorpedo's en lucht- en antischeepsraketten voor korte en lange afstand. Vaak worden nog één of twee helikopters meegevoerd, voor verkenning en anti-onderzeeboottaken.
Gebaseerd op het ontwerp van de, hierboven genoemde, Spruance-klasse is de Arleigh Burkeklasse. Schepen van ongeveer 9000 ton, die in grootte en bewapening nauwelijks onderdoen voor de Ticonderogaklasse kruisers van de Amerikaanse marine. Recent is de Amerikaanse marine aan de bouw begonnen van de Zumwaltklasse, een schip van 14.000 ton, in grootte vergelijkbaar met de slagschepen uit het begin van de 20e eeuw.

## Jager versus fregat
In de praktijk is er tegenwoordig weinig of geen verschil meer met fregatten, die van vergelijkbare grootte zijn en soortgelijke wapens en elektronica voeren. De marine van de Verenigde Staten maakt nog onderscheid op basis van grootte en aandrijving. Fregatten zijn schepen tot ca. 3500 ton met enkele schroef en ca. 27 knopen snelheid en jagers zijn voorzien van dubbele schroef en ontworpen voor 33 knopen. De Royal Navy maakt het onderscheid op basis van bewapening: schepen gespecialiseerd in luchtverdediging zijn jagers, de overige fregat.